# Сердце зверя (мультфильм)
«Сердце зверя» — российский рисованный мультфильм 2006 года, созданный на студии «Пилот» при участии Продюсерской компании «Аэроплан». Режиссёр Андрей Соколов создал его по мотивам амурских народных сказок.
Мультфильм входит в мультсериал «Гора самоцветов». В начале мультфильма — пластилиновая заставка «Мы живём в России — Амурская область».

## Эпиграф
Эпиграф приведён после названия в начале мультфильма:
«Человек, заснувший в берлоге зверя, проснётся зверем» — Народное поверье.
«Из любого правила есть исключения» — Народная мудрость.

## Сюжет
Давно это было. Жил тогда на Амуре нанаец по имени Удага. Был он охотником, удачливым и ловким. Зверя напрасно не бил, да и людей не обижал. Однажды много дней охотился Удага в тайге. И вспомнилась ему родная деревня, старик шаман и его внучка — Чольчинай. С детства любили друг друга Удага и Чольчинай. А ещё вспомнился младший брат, и то, как подарила Чольчинай амулет на удачу. Соскучился Удага и решил поскорее в родную деревню вернуться. Вернулся, а деревня горит. Захватчики дома грабят и всё на свой корабль относят. Чольчинай тоже на корабль увели, Удагу из луков обстреляли, но только ранили.
Побрёл раненый Удага в тайгу, провалился в медвежью берлогу и заснул. Пока спал — превратился Удага в зверя, выросли у него клыки, когти, шерсть. Проснулся Удага от криков захватчиков и обратил их в бегство. Успокоился только услышав младшего брата и шамана. И отправились они втроём к крепости захватчиков. А навстречу им вышел отряд, отправленный на поимку Удаги. Удага с отрядом расправился и в клетку на повозке залез, а братишка с шаманом его в крепость покатили. В крепости сумели они девушку освободить, а Удага с предводителем захватчиков сразился и победил. Когда меч воткнулся в амулет на груди Удаги, амулет засветился и стал Удага снова человеком, а противник его превратился в крысу. И отправились друзья домой. Вот такая история произошла с Удагой. С тех пор говорят на Амуре: Если у тебя храброе сердце и ты защищаешь слабых, то обретёшь силу медведя и ловкость тигра.

## Создатели
| Автор сценария и Режиссёр          | Андрей Соколов |
| Художники-постановщики             | Андрей Соколов, Михаил Желудков |
| Композитор и Звукорежиссёр         | Лев Землинский |
| Роли озвучивали:                   | Валерий Шалавин, Анна Артамонова, Александр Леньков, Серёжа Сергеев |
| Аниматоры:                         | Наталья Бекшаева, Павел Барков, Екатерина Волкова, Елена Голянкова, Яна Дронина, Алексей Зайцев, Светлана Зимина, Сергей Кирякин, Юлия Никипелова, Михаил Рыкунов, Алексей Федорович, Арсений Храмов, Рим Шарафутдинов                       |
| Художники-прорисовщики:            | Ольга Антоненкова, Светлана Васильева, Наталья Габибова, Анастасия Захарова, Татьяна Ивонина, Наталья Константинова, Анастасия Мелехина, Юлия Некипелова, Наталья Полетаева, Людмила Потоцкая, Ольга Тачаева, Ирина Ткаченко, Дина Хусяинова |
| Ассистент художника-постановщика   | Виктория Крдий |
| Ассистент режиссёра                | Оксана Фомушкина |
| Заливка                            | Платон Гурьев |
| Съёмка и спецэффекты               | Алексей Ганков, Мария Кулланда, Анастасия Шиляева |
| Директор                           | Игорь Гелашвили |
| Продюсер                           | Ирина Капличная |
| Разработка Пластилиновой Заставки: | Авторы сценария — Александр Татарский, Валентин Телегин Режиссёр — Сергей Меринов Художник-постановщик — Серафим Чёрный Текст читает — Анатолий Лобоцкий Аниматор — Александра Левицкая Монтаж — Андрей Пучнин                               |
| Художественный совет:              | Эдуард Назаров, Александр Татарский, Михаил Алдашин, Валентин Телегин, Георгий Заколодяжный |
| Руководитель проекта               | Александр Татарский |
| Генеральный продюсер               | Игорь Гелашвили |

## Фестивали и награды
- 2006 — XI Международный фестиваль детского анимационного кино «Золотая рыбка»: Официальный приз фестиваля: Гран-при — цикл «Гора самоцветов», худ.рук. Александр Татарский.[1]
- 2006 — IX Международный фестиваль «Анимаёвка» в Могилёве: Специальный диплом жюри «За поддержку справедливой национально-освободительной борьбы малых народов» в фильме «Сердце зверя» реж. Андрей Соколов.[2]
- 2007 — XVI Международный Кинофорум «Золотой Витязь» Конкурс «Анимационные фильмы» Диплом «За лучшую народную сказку» — фильм «Сердце зверя», режиссёр Андрей Соколов.[3]